# Кастело-Ли Ка (Сондрио)
Кастело-Ли Ка је насеље у Италији у округу Сондрио, региону Ломбардија.
Према процени из 2011. у насељу је живело 14 становника. Насеље се налази на надморској висини од 595 м.